# ICT a Knihovna Protivanov
ICT a Knihovna Protivanov je veřejná knihovna sídlící v městysi Protivanov v budově zdravotního střediska na adrese Náměstí 31.

## Historie
Knihovna byla založena v roce 1923. Přecházela jí knihovna Karla Pávka v obecním domě č. 153 a farní knihovna Jindřicha Pospíšila. Knihovna se často stěhovala. V letech 1993–2004 se knihovna nacházela v mateřské škole. Následně se přestěhovala do zdravotního střediska, kde bylo založeno také informační centrum. Slavnostní otevření proběhlo 15. září 2004. Knihovna se stala knihovnou roku 2009.